# 华南理工大学电子商务系
华南理工大学电子商务系是华南理工大学下属的管理学院系，其前身是中国大陆第一家电子商务学院，位于中国广东省广州市华南理工大学大学城校区内。

## 历史沿革
电子商务系源于工商管理学院在2000年开办的“3+2”模式电子商务专业。2001年，教育部正式批准设立电子商务专业，该专业于次年开始招收本科生。2003年，物流工程专业开始招收本科生。
2004年7月，由于华工入驻广州大学城后拓展了办学空间，学校在原有工商管理学院和人文社会科学学院的基础上新建了多个学院，其中包括电子商务学院。
2006年，电商学院内设立电子商务工程与应用硕士学位授权点；2008年再设立管理科学与工程博士学位授权点。
2008年初，学校对学科和学院设置进行调整，电子商务学院与原经贸学院和旅游与酒店管理学院合并为新的经济与贸易学院，原电商学院成为经贸学院下的电子商务系和物流工程系。
2020年7月，为理顺学科关系，学校分出原经贸学院的电商和旅游两个管理类学科。由于仅建设二级学科的单位不能单独设立为学院，因此电商学科成立电子商务系，并同时组建“数字商务与智能物流研究院”。

## 学科设置
截至2020年8月，电子商务系共有如下的博士后流动站、研究生学位授权点和本科专业：
- 博士学位授权点：管理科学与工程（电子商务、物流工程方向）
- 硕士学位授权点：管理科学与工程（电子商务、物流工程方向）
- 专业硕士学位授权点：工程管理硕士（英语：Master of Engineering Management）（物流工程与管理方向、数字商务与智慧供应链方向）
- 本科专业：物流工程、电子商务

其中，电子商务专业为广东省特色专业和广东省省级一流本科专业建设点。

## 学系领导
- 系主任：左文明
- 副系主任：杨磊
- 党委书记：吴妙娴
- 党委副书记、纪委书记：刘开频